# Montaigu-la-Brisette
Montaigu-la-Brisette é uma comuna francesa na região administrativa da Normandia, no departamento Mancha. Estende-se por uma área de 14,54 km². Em 2010 a comuna tinha 514 habitantes (densidade: 35,4 hab./km²).